# Kasim Kamenica
Kasim Kamenica [kamɛni⁠⁠ts⁠a] (serbisch-kyrillisch Касим Каменица; * 28. Oktober 1954 in Goražde, Volksrepublik Bosnien und Herzegowina, FVR Jugoslawien) ist ein bosnischer Handballtrainer und ehemaliger Handballspieler.

## Karriere
als Spieler
Der Handballtorwart begann mit 17 Jahren in seiner Heimatstadt bei RK Radnički Goražde mit dem Handballspiel. Nach fünf Spielzeiten wechselte er zum FK Ferizaj. 1980 ging er zu Železničar Niš, mit dem er 1982 den jugoslawischen Pokal errang.
als Trainer
Bereits mit 28 Jahren wechselte Kamenica an die Seitenlinie von Radnički Goražde und  Borac Uroševac. 1985 kam er zum RK Pelister Bitola, der damals im Schatten von Metaloplastika Šabac stand. Während dieser Zeit übernahm er auch das Amt des jugoslawischen Juniorennationaltrainers. Mit dieser Mannschaft gewann er 1987 die Junioren-Weltmeisterschaft und 1989 WM-Bronze. 1988 verpflichtete ihn der RK Zagreb, mit dem er mehrfach den jugoslawischen und kroatischen Meistertitel und Pokal gewann. Im Europapokal der Landesmeister triumphierte er 1992 und 1993. Daraufhin folgten einige Stationen im Männer- und Frauenbereich, allerdings ohne Erfolg. 1998 kam er zum slowenischen Verein Prule 67 Ljubljana, mit dem er 2002 die Meisterschaft und den Pokal errang. In der EHF Champions League konnte er 2002/03 im Viertelfinale den THW Kiel ausschalten, scheiterte aber im Halbfinale am späteren Sieger Montpellier AHB. Anschließend übernahm er die Slowenische Männer-Handballnationalmannschaft, mit der er bei der Europameisterschaft 2004 die Silbermedaille gewann. Es folgte ein doppeltes Engagement in Bosnien und Herzegowina, wo er RK Bosna Sarajevo und die Nationalmannschaft trainierte. Nach eineinhalb Jahren übernahm er erneut die slowenische Auswahl, mit der er bei der Weltmeisterschaft 2007 in Deutschland den zehnten Platz belegte. Dort sorgte Kamenica für Aufsehen, als er nach der Niederlage gegen den Gastgeber den Schiedsrichtern Schiebung vorwarf. Parallel trainierte er den slowenischen Spitzenklub RK Celje, mit dem er 2006 Meister und Pokalsieger wurde. Bei beiden Mannschaften wurde er Ende 2007 kurz nacheinander entlassen. Ab 2008 wurde er mit RK Našice fünfmal in Folge kroatischer Vizemeister hinter dem RK Zagreb. Von Dezember 2009 bis April 2010 war er kurzzeitig Nationaltrainer Montenegros. Ab 2013 trainierte er den montenegrinischen Verein RK Lovćen Cetinje. Nachdem Kamenica anschließend den bosnischen Verein MRK Goražde, den türkischen Verein Zağnos Spor Kulübü sowie den mazedonischen Verein RK Pelister Bitola trainierte, übernahm er im Mai 2017 erneut das Traineramt von RK Zagreb. Bei RK Zagreb war er bis zum November 2017 tätig.

## Erfolge
als Spieler
- mit Železničar Niš
  - Jugoslawischer Pokalsieger 1982

als Trainer
- mit der Jugoslawischen Juniorennationalmannschaft
  - Junioren-Weltmeister 1987
  - Bronze bei der Junioren-Weltmeisterschaft 1989
- mit RK Zagreb
  - Jugoslawischer Meister 1989 und 1991
  - Jugoslawischer Pokalsieger 1991
  - Kroatischer Meister 1992 und 1993
  - Kroatischer Pokalsieger 1992 und 1993
  - Europapokal der Landesmeister 1992 und 1993
- mit Prule 67 Ljubljana
  - Slowenischer Meister 2002
  - Slowenischer Pokalsieger 2002
  - Halbfinale in der EHF Champions League 2002/03
- mit der Slowenischen Nationalmannschaft
  - Silber bei der Europameisterschaft 2004
  - 10. Platz bei der Weltmeisterschaft 2007
- mit RK Celje
  - Slowenischer Meister 2006
  - Slowenischer Pokalsieger 2006
- mit RK Našice
  - Kroatischer Vize-Meister 2009, 2010, 2011, 2012 und 2013